# Hippodrome de la Levade
L'Hippodrome de la Levade se situe à Bollène dans le Vaucluse.

## Courses
Les courses sont organisées sur cet hippodrome dans le courant du mois de juin, à raison de 2 dimanches par an.

## Caractéristiques
Piste en herbe, corde à droite, de 1 050 mètres. Les distances les plus utilisées sont de 2 300 mètres et de 2 800 mètres.